# Zoölogisch Museum Amsterdam
Das Zoölogisch Museum Amsterdam (ZMA) war ein Naturkundemuseum in der Nähe des Oosterparks in Amsterdam, Niederlande. Es gehörte zur Universität Amsterdam und war eines der beiden größten Naturkundemuseen in den Niederlanden mit etwa 13 Millionen Objekten. Neben den Aufgaben eines Museums, wie Konservierung der Sammlungen und Einrichtung von Ausstellungen, wurde das ZMA überwiegend wissenschaftlich und im Rahmen der universitären Ausbildung genutzt.
Im Jahr 2011 wurden die Sammlungen mit denen des Naturalis und dem niederländischen Nationalen Herbarium in einem nationalen Zentrum für Biodiversität zusammengefasst (NCB Naturalis), das am 26. Januar 2010 gegründet wurde.

## Geschichte

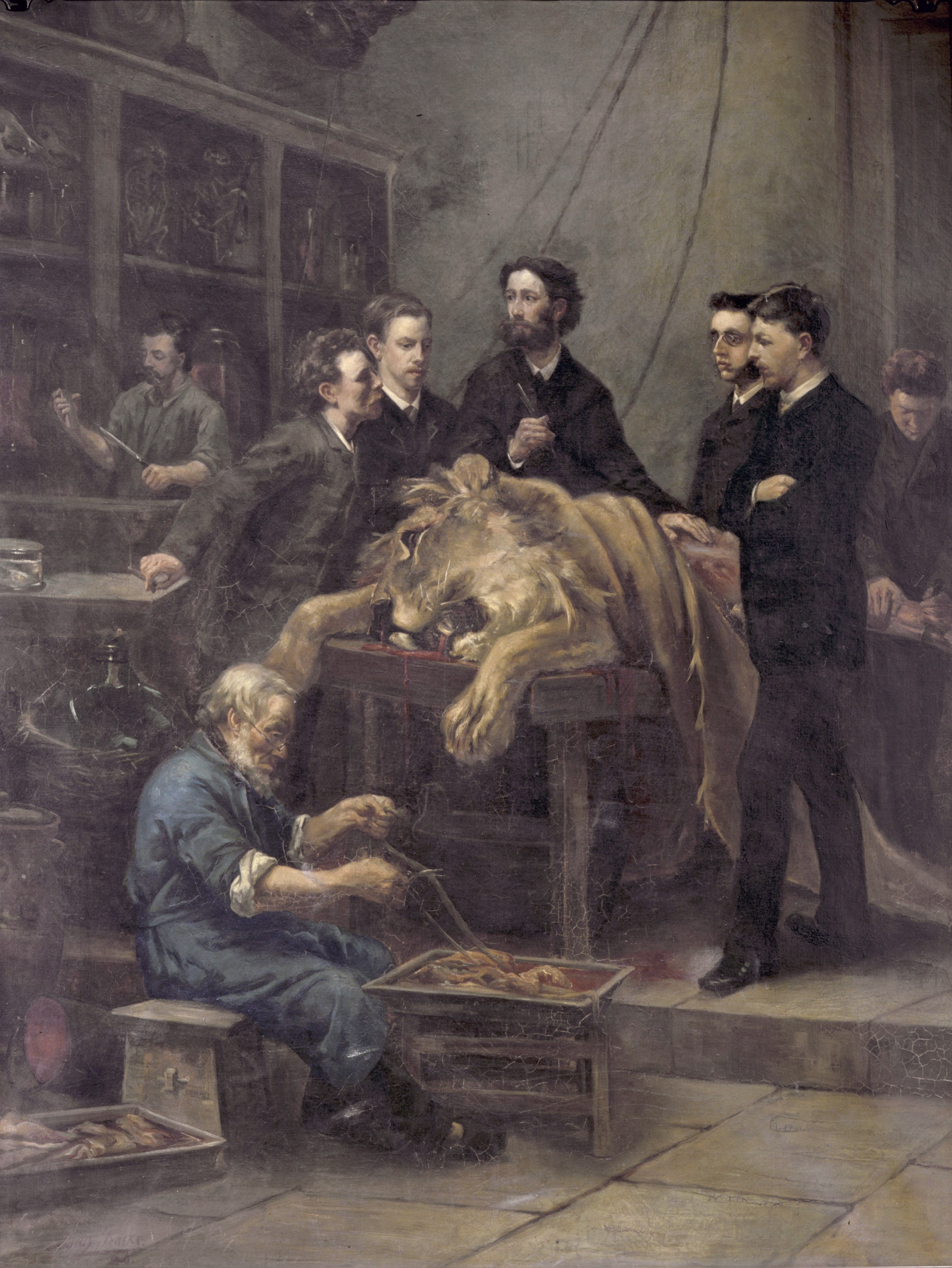
Anatomiestunde von Max Weber

Das Zoölogisch Museum Amsterdam ging auf die Gründung der Gesellschaft Natura Artis Magistra 1838 zurück, die für das wohlhabende Bürgertum Vorträge und Vorführungen zur exotischen Tierwelt veranstaltete, sowie ausgestopfte und lebende exotische Tiere zeigte. In der zweiten Hälfte des 19. Jahrhunderts wurde zusätzlich ein Tiermuseum für die einheimischen Arten eingerichtet, vor allem für die Ausbildung von Schulkindern und die Einrichtung an die stark wachsende Universität von Amsterdam angegliedert. Max Weber, der erste Professor der Zoologie in Amsterdam und spätere Direktor des Artis, erhielt von dort für seine anatomische Studien die toten Tiere. Das ZMA konzentrierte sich auf rein wissenschaftliche Sammlungen, mit einem Schwerpunkt auf der Benennung und Klassifizierung von Lebewesen (Taxonomie). Weber erweiterte die Sammlungen durch Material von seinen Reisen nach Südafrika und der Arktis sowie der Siboga-Expedition nach Indonesien.
Während der Rezession in den 1930er Jahren kam die Gesellschaft in wirtschaftliche Schwierigkeiten. Um den Verkauf von seltenen, ausgestorbenen Tieren (wie Riesenalk oder Quagga) an amerikanische Museen zu verhindern, erwarben die Stadt Amsterdam und die Provinz Noord-Holland gemeinsam die Liegenschaften am 28. August 1939 und vermieteten die Tiere und Stallungen für einen Gulden pro Jahr zurück (darauf gründet der heutige Zoo Artis). Die anderen Gebäude mit den Sammlungen und die Bibliothek gingen in den Besitz der Universität von Amsterdam über und wurden somit Staatseigentum. Zu Beginn der 1980er Jahre wechselte die direkte Finanzierung des ZMA vom Ministerium zur Fakultät für Biologie. Da sie vor allem eine Bildungseinrichtung ist, finanzierte sie das ZMA weitgehend proportional zur Zahl der Studierenden. Das ZMA war sehr beliebt bei Studenten, die Vorträge von Mitarbeitern des ZMA stießen auf großes Interesse und die Anzahl der veröffentlichten wissenschaftlichen Artikel war zunächst sehr hoch. Da die zur Verfügung stehenden Finanzmittel mit den Jahren immer weiter schrumpften, standen dem ZMA immer weniger Mitarbeiter zur Verfügung und 2010 wurden Pläne realisiert, das ZMA mit den Sammlungen des Naturalis und dem National Herbarium zu verschmelzen.